# كارل لودفيش فريدرش (دوق بادن الأكبر)
كارل لودفيغ فريدرش (بالألمانية: Karl von Baden)‏ (Karl Ludwig Friedrich؛ كارلسروه، 8 يوليو 1786، راستات - 8 ديسمبر 1818) أصبح دوقاً أكبر على بادن في 11 يونيو 1811 و حكم حتى وفاته.

## حياته
والده كارل لودفيغ أمير بادن الوراثي كان وريث مرغريفية بادن التي رُقيت إلى دوقية كبرى بعد تفكك الإمبراطورية الرومانية المقدسة سنة 1806. ووالدته أمالي ابنة لودفيغ التاسع لاندغراف هسن دارمشتات، كان صهراً لحكام بافاريا وروسيا والسويد، بحيث أصبحت شقيقته الكبرى كارولينه زوجة ماكسيمليان الأول يوزف ملك بافاريا، وإما شقيقته الثانية الكبرى لويزه كانت زوجة ألكسندر الأول إمبراطور روسيا وشقيقته الثالثة الأكبر سناً فريديريكه كانت زوجة غوستاف الرابع أدولف ملك السويد.
في سنة الخامسة عشرة، ذهب كارل في رحلة لزيارة بلاطي شقيقتيه في سانت بطرسبورغ وستوكهولم. وكان في طريق عودته مع والده، عندما توفي والده إثر سقوطه من عربته في 15 ديسمبر 1801، وكان كارل شاهداً على هذه الحادثة.
نظرا لتأثير فرنسا القوي على بلاط بادن، أُجبر كارل على الزواج من ستيفاني دو بوارنيه، ابنة نابليون الأول بالتبني في باريس في 8 أبريل 1806، هذا بالرغم من احتجاجاته هو ووالدته وشقيقاته. كان كارل يفضل على ما يبدو يد ابنة عمه الأميرة أوغستا من بافاريا، كان ذلك 5 سنوات قبل أن ينتج الزوجان وريثاً للعرش.
ذهب كارل إلى الحرب في عام 1807 رئيساً لفرقة بادن بقيادة المارشال يفبفبر. وشارك في حصار دانزيغ.
في عام 1808، عاد كارل إلى جوار جده. بدأ تقدم جده في العمر يظهر، وأصبح كارل يشاركه في تولي الأمور. كان كارل بعمر 25 سنة عندما خلف جده كارل فريدرش عند وفاة هذا الأخير في 11 يونيو 1811.

## أحداث وقعت خلال فترة حكمه
- نهاية حكم نابليون الأول ومؤتمر فيينا، الذي أكد مكاسب بادن الإقليمية أثناء عهد نابليون.
- 1818 صدور دستور ليبرالي جديد
- قمة مسيرة المعماري فريدرش فاينبرينر المهنية
- 1817 بداية إدارة الراين بواسطة يوهان غوتفريد تولا
- العرض الأول للفيلوسيبيدي بواسطة كارل درايس

## الزواج والأسرة
وراثي الأمير كارل المتزوجات ستيفاني دو بوارنيه (أغسطس 28، 1789 - 29 يناير 1860)، ابنة كلود دو بوارنيه في باريس في 8 أبريل، 1806. أبناءهما:
- لويز (5 يونيو 1811 - 19 يوليو 1854) تزوجت من ابن عمتها الأمير السويدي غوستاف أمير فاسا (9 نوفمبر 1799 - 4 أغسطس 1877) في 9 نوفمبر عام 1830، لهم ذرية بما في ذلك كارولا ملكة ساكسونيا.
- ابن لم يـُسمى (29 سبتمبر 1812 - 16 أكتوبر 1812)
- يوزفينه (21 أكتوبر 1813 - يونيو 19، 1900) تزوجت من كارل أنطون، أمير هوهنتسولرن (7 سبتمبر 1811 - 2 يونيو، 1885) في 21 أكتوبر 1834، لهم أبناء بما في ذلك ستيفاني ملكة البرتغال وكارول الأول ملك رومانيا، وجدا فرديناند الأول ملك رومانيا.
- ألكسندر (1 مايو 1816 - 8 مايو 1817)
- ماري (11 أكتوبر 1817 - 17 أكتوبر 1888) تزوجت من وليام دوغلاس هاملتون، دوق هاملتون الحادي عشر (15 فبراير 1811 - 15 يوليو 1863) في 23 فبراير 1843، لهم ذرية، تعتبر سلف أمراء موناكو.

لوفاة الدوق كارل أي أبناء ذكور على قيد الحياة في راستات، خلفه عمه لودفيغ الأول. وقد تردد أن اللقيط كاسبر هاوزر كان ابنه، وبالتالي الأمير الوراثي الفعلي، وهو ادعاء لم تثبت صحته حتى الآن.